# Tensione d'anello
In chimica organica, la tensione d'anello è un tipo di instabilità che si determina quando i legami in una molecola formano angoli al di fuori della normalità. La tensione assume rilievo soprattutto per piccoli anelli, come ciclopropani e ciclobutani, dove gli angoli C-C-C sono sostanzialmente inferiori ai valori che idealmente sono approssimativamente di 109°. A causa dell'alta tensione che li caratterizza, il calore di combustione per questi piccoli anelli è elevato.
La tensione d'anello è il risultato di una combinazione di tensione angolare, tensione conformazionale (o tensione di Pitzer) e tensione transanulare (o tensione di van der Waals). Gli esempi più semplici di tensione angolare sono i piccoli cicloalcani come il ciclopropano e il ciclobutano, che sono discussi sotto. Inoltre, c'è spesso l'eclissamento nei sistemi ciclici che non possono essere alleggeriti.

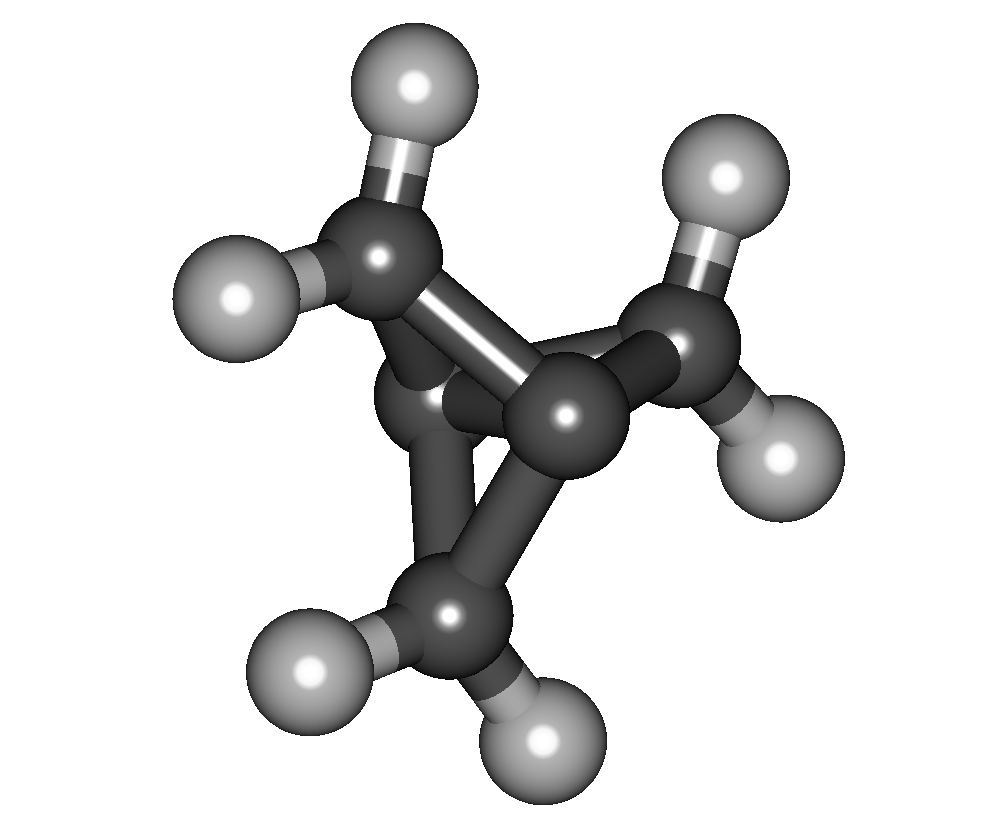
1.1.1-Propellano (C_{2}(CH_{2})_{3}) è una delle molecole conosciute con la maggiore tensione.

## Tensione angolare (tensione di Baeyer)

### Alcani
Negli alcani, la sovrapposizione ottimale degli orbitali atomici si raggiunge a 109,5°. I composti ciclici più comuni hanno cinque o sei atomi di carbonio nel loro anello. Adolf von Baeyer ricevette un premio Nobel nel 1905 per la formulazione della teoria della tensione angolare, che era una spiegazione delle stabilità relative delle molecole cicliche.
La tensione angolare si manifesta quando gli angoli di legame deviano dai valori ideali per raggiungere la forza di legame massima in una specifica conformazione chimica. La tensione angolare influenza tipicamente le molecole cicliche, alle quali manca la flessibilità delle molecole acicliche.
La tensione angolare destabilizza una molecola, come si manifesta dalla maggiore reattività e dall'elevato calore di combustione. La forza di legame massima è il risultato dell'effettiva sovrapposizione di orbitali atomici in un legame chimico. Una misura quantitativa per la tensione angolare è l'energia di tensione. La tensione angolare e la tensione torsionale si combinano per creare la tensione d'anello che influenza le molecole cicliche.
CnH2n + 3/2 n O2 → n CO2 + n H2O + ΔHcombustione
Le energie normalizzate che consentono il confronto delle tensioni d'anello si ottengono misurando il gruppo metandiile (-CH2-) del calore molare di combustione nei cicloalcani.
ΔHcombustione per CH2 - 658.6 kJ = tensione per CH2
Il valore 658,6 kJ per mole si ottiene da un alcano a catena lunga privo di tensione.
| Dimensione dell'anello | Energia di tensione (kcal/mol) |    | Dimensione dell'anello | Energia di tensione (kcal/mol) |
| ---------------------- | ------------------------------ | -- | ---------------------- | ------------------------------ |
| 3                      | 27,5                           | 10 | 12,4                   |                                |
| 4                      | 26,3                           | 11 | 11,3                   |                                |
| 5                      | 6,2                            | 12 | 4,1                    |                                |
| 6                      | 0,1                            | 13 | 5,2                    |                                |
| 7                      | 6,2                            | 14 | 1,9                    |                                |
| 8                      | 9,7                            | 15 | 1,9                    |                                |
| 9                      | 12,6                           | 16 | 2,0                    |                                |

### Tensione angolare negli alcheni
Gli alcheni ciclici possono essere soggetti a una tensione che deriva dalla distorsione dalla planarità nei centri degli atomi di carbonio ibridati sp2. Illustrativo è il C60 dove i centri degli atomi di carbonio hanno necessariamente geometria piramidale. Questa distorsione accresce la reattività di questa molecola.  La tensione angolare è anche la base della regola di Bredt per i carboni a testa di ponte in composti biciclici (e policiclici in generale): la posizione di un doppio legame interno non dovrebbe interessare una testa di ponte, dato che in tal caso l'alchene risultante sarebbe soggetto a un'estrema tensione angolare. Ciò riguarda anche la formazione di carbocationi (in seguito, per esempio, a sostituzioni SN1 o eliminazioni E1): in posizioni di testa di ponte sono estremamente sfavoriti e non si formano quasi mai; le reazioni che ne implicano la formazione lì, non hanno successo.

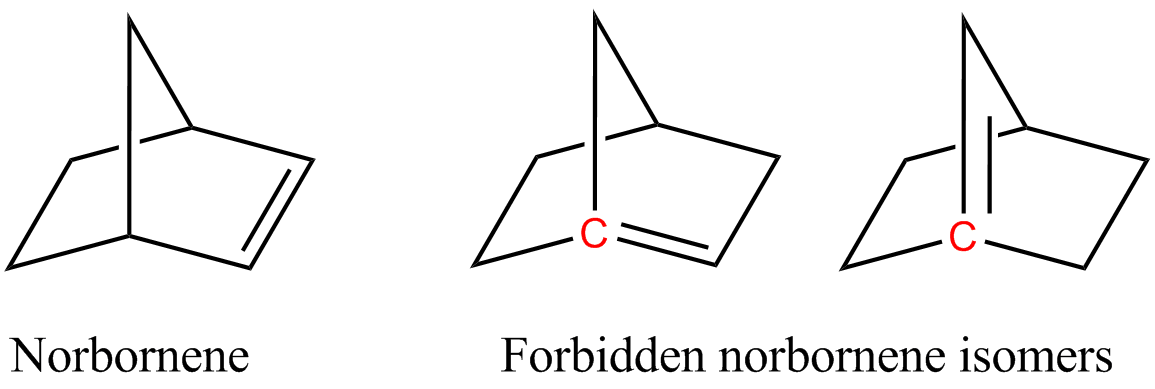
Illustrazione della regola di Bredt nel caso di norborneni: l'unica posizione ammessa per il doppio legame è quella mostrata a sinistra. Gli altri due isomeri avrebbero tensione angolare molto elevata.

## Esempi
Nei cicloalcani, ogni atomo di carbonio è legato in modo covalente non polare ai due atomi di carbonio e ai due di idrogeno. Gli atomi di carbonio hanno ibridazione sp3 e dovrebbero avere angoli di legame ideali di 109,5°. A causa delle limitazioni della struttura tecnica, tuttavia, l'angolo ideale si raggiunge soltanto in un anello di sei atomi di carbonio — il cicloesano in conformazione a sedia. Per altri cicloalcani, gli angoli di legame deviano dall'ideale. Nei ciclopropani (3 atomi di carbonio) e nei ciclobutani (4 atomi di carbonio) i legami C-C sono rispettivamente 60° e ~90°. 
Le molecole con un alto valore della tensione d'anello consistono di anelli a tre, quattro e talvolta cinque membri, tra i quali: ciclopropani, ciclopropeni, ciclobutani, ciclobuteni, [1,1,1]propellani, [2,2,2]propellani, epossidi, aziridine, ciclopenteni e norborneni. Queste molecole hanno angoli di legame tra gli atomi degli anelli che sono più acuti degli angoli di legame ottimali per una disposizione tetraedrica (109,5°) e planare trigonale (120°) richiesti dai loro rispettivi legami sp3 e sp2. A causa dei più piccoli angoli di legame, i legami hanno maggiore energia e adottano più spesso il carattere p per ridurre l'energia dei legami. In aggiunta, le strutture ad anello dei ciclopropani/eni e dei ciclobutani/eni offrono pochissima flessibilità conformazionale. Perciò, i sostituenti degli atomi negli anelli esistono in una conformazione eclissata nei ciclopropani e in una conformazione tra la gauche e l'eclissata nei ciclobutani, contribuendo ad una maggiore energia della tensione d'anello sotto forma della repulsione di Van der Waals.
Altri cicloalcani che non hanno anelli a 3 e 4 membri possono essere sottoposti a tensione. Questi includono ciclofani, idrocarburi platonici, alcheni piramidali e alchini ciclici.
- Ciclopropano, C3H6 — gli angoli di legame C-C-C sono 60° mentre ci si aspetterebbe angoli di legame tetraedrici di 109,5°.[5] L'intensa tensione angolare conduce a una sovrapposizione orbitale non lineare dei suoi orbitali sp3.[3] A causa dell'instabilità del legame, il ciclopropano è più reattivo di altri alcani.[3] Poiché tre punti qualsiasi formano un piano e il ciclopropano ha solo tre atomi di carbonio, il ciclopropano è planare.[5] L'angolo di legame H-C-H è 115° mentre ci si aspetta 106° come nei gruppi CH2 del propano.[5]
- Ciclobutano, C4H8 — se fosse completamente planare quadrato i suoi angoli di legame sarebbero 90° mentre ci si aspettano angoli di legame tetraedrici di 109,5°.[3] Tuttavia, l'effettivo angolo di legame C-C-C è 88° perché ha una forma leggermente piegata per alleggerire una parte della tensione torsionale al costo di una tensione angolare leggermente maggiore.[3] L'alta energia di tensione del ciclobutano deriva primariamente dalla tensione angolare.[5]
- Ciclopentano, C5H10 — se fosse un pentagono planare completamente regolare i suoi angoli di legame sarebbero 108°, ma ci si aspettano angoli di legame tetraedrici di 109,5°.[3] Tuttavia, esso ha una forma corrugata non fissa che ondeggia su e giù.[3] La conformazione instabile a mezza sedia ha una tensione angolare negli angoli C-C-C che varia da 109,86° a 119,07°.[6]
- Ossido di etilene, CH2OCH2
- Cubano, C8H8

## Applicazione
L'energia potenziale e la struttura di legame unica contenute nei legami delle molecole con tensione d'anello possono essere usate per guidare le reazioni di sintesi organica. Esempi di tali reazioni sono la polimerizzazione per metatesi con apertura degli anelli, l'apertura degli anelli fotoindotta dei ciclobuteni e l'apertura degli anelli degli epossidi e delle aziridine.